# Wathaurong
Die Wathaurong, auch  Wada wurrung genannt, sind ein Stamm der australischen Aborigines, der in der Nähe von Melbourne, Geelong und der Bellarine Peninsula lebt, wie auch die Kulin-Aborigines. Das Gebiet der Wathaurong erstreckte sich von der Südseite des Werribee River bis Port Phillip, der Bellarine Peninsula, dem Otway-Forst und nordwestlich bis zum Mount Emu und Mount Misery. Ihr Territorium umfasste auch die Goldfelder von Ballarat.
Vor der europäischen Besiedlung gab es 25 Clans. Ein Stammesführer bzw. Elder wurde von ihnen Arweed genannt, der denselben sozialen Status wie ein Ngurungaeta der Wurundjeri-Aborigines hatte.

## Geschichte
Die Wathaurong leben seit 25.000 Jahren in diesem Gebiet. 140 archäologische Orte wurden in dieser Region entdeckt, die eine große Bedeutung für die Wathaurong haben.
Clans an der Küste der Wada Wurrung hatten Kontakt zu John Murray, als er zum Indented Head kam und die Swan Bay benannte. Ebenso traf Matthew Flinders Wada Wurrung, als er am Indented Head campierte und den You Yangs im Mai 1802 erklomm.

## Massaker
Als Lieutenant David Collins die Kolonie an der Sullivan Bay, Victoria im Oktober 1803 gründete, sandte er Lieutenant J. Tuckey zu Erkundung der Corio Bay aus, wobei dieser einige Aborigines erschoss und verwundete. William Buckley, ein Sträfling, entkam von der erfolglosen Sullivan Bay-Siedlung im Dezember 1803 und wurde von Wada wurrung balug angenommen, weil sie dachten, dass er der wieder auferstandene Murrangurk sei, ein bedeutender früherer Führer. Buckley lebte in dieser Gemeinschaft 32 Jahre lang zwischen 1803 und 1835, bevor er Kontakt mit der Expedition John Batman am 6. Juli 1835 hatte.
Das europäische Besiedelung des Wada wurrung-Gebiets begann in den frühen 1835er Jahren, die sich durch die Landbesetzer um das Geelong Gebiet und weiter westwärts erfolgte. Die Besiedelung wurde von den Aborigines als Invasion wahrgenommen und erzeugte Widerstand, dabei wurden Schafe von den Aborigines gestohlen, was zu Konflikten und manchmal zu Massakern an ihnen führte.
Nur wenige Massaker brachten die Siedler vor Gericht. Bei einigen Gelegenheiten geschah dies, wie zum Beispiel bei den Morden von Woolmdugin am 7. Oktober 1836 als John Whitehead nach Sydney vor Gericht gebracht wurde. Dieser Fall wurde aus Mangel an Beweisen niedergeschlagen. Seit dieser Zeit hatten die Aborigines das Vertrauen in die Gerichte verloren. Der Vorfall war gut dokumentiert, im Gegensatz zu anderen Vorfällen, die nie offiziell dokumentiert wurden. Neil Black, ein Landbesetzer in Western Victoria, schrieb am 9. Dezember 1838 über die vorherrschende Geisteshaltung vieler Siedler:
"The best way [to procure a run] is to go outside and take up a new run, provided the conscience of the party is sufficiently seared to enable him without remorse to slaughter natives right and left. It is universally and distinctly understood that the chances are very small indeed of a person taking up a new run being able to maintain possession of his place and property without having recourse to such means -- sometimes by wholesale..."
Tabelle: Massaker im Wada wurrung-Gebiet bis 1859
| Datum             | Gebiet                                                     | Aborigines                                                    | Europäer                                                                | Tote der Aborigines        |
| ----------------- | ---------------------------------------------------------- | ------------------------------------------------------------- | ----------------------------------------------------------------------- | -------------------------- |
| Oktober 1803      | Corio Bay                                                  | Wada wurrung, möglicherweise Yaawangi oder Wada wurrung balug | Lieutenant J. Tuckey und andere                                         | Zwei Personen              |
| 17. Oktober 1836  | Barwon River, Barrabool Hills                              | Wada wurrung balug-Clan                                       | John Whitehood, ermutigt von Frederick Taylor                           | Woolmudgin alias Curacoine |
| Summer 1837–1838  | Golf Hill Station, Yarrowee River, nördlich von Inverleigh | Wada wurrung clan unbekannt                                   | Ein Schafhirte und ein Hüttenbesitzer, angestellt bei der Clyde company | Zwei Personen              |
| Juni 1839–1840    | unbekannt                                                  | Wada wurrung balug-Clan                                       | Soldaten                                                                | Drei Personen              |
| 25. November 1847 | Anderson und Mills Public House, Buninyong                 | Wada wurrung clan unbekannt                                   | unbekannt                                                               | Zwei Personen              |

## Gemeinschaften und Leben
Die Gemeinschaften besaßen Land, waren miteinander sprachlich verwandt und durch kulturelle und gegenseitige Interessen, Totems, Handelsinitiativen und Heiratsregeln verbunden.
Zutritt zum Land und zu den Ressourcen anderer Clans, war zuweilen vom Staat verboten. Wurde zum Beispiel ein Gewässer außerhalb der Saison befischt, weil die Fischvorräte zu Ende waren, musste das Fischen entweder limitiert oder beendet werden, damit sich die Fischbestände erholen konnten. Während dieser Zeit wurden andere Ressourcen als Nahrungsquelle genutzt. Dies stellte den nachhaltigen Gebrauch der Ressourcen in der Zeit sicher, in der er verfügbar war. Wie die meisten anderen Gebiete der Kulins, wurden Verstöße gegen die traditionellen Regeln mit Speerwürfen auf die Durchreisenden geahndet. Heute sind traditionelle Gebiete, Sprachgruppen und deren Grenzen nicht mehr im Gebrauch und die Nachfahren der Wathaurong leben in modernen Gesellschaftsformen, obwohl sie versuchen vieles ihrer Kultur zu bewahren.

## Clans
Die Sprache der Wathaurong wurde von 25 Clans südlich des Werribee River und der Bellarine Peninsula bis Streatham gesprochen. Sie wurden manchmal von den Europäern auch als Barrabool-People bezeichnet und vor der europäischen Besiedlung existierten 25 Clans, jeder mit einem Arweet bzw. Stammesführer.
| Nr. | Clan-Name              | Ungefähre Lage                                           |
| --- | ---------------------- | -------------------------------------------------------- |
| 1   | Barere barere balug    | 'Colac' und 'Mt Bute' stations                           |
| 2   | Beerekwart balug       | Mt. Emu                                                  |
| 3   | Bengalat balug         | Indented Head                                            |
| 4   | Berrejin balug         | Unbekannt                                                |
| 5   | Boro gundidj           | Yarrowee River                                           |
| 6   | Burrumbeet gundidj     | Lakes Burrumbeet und Learmonth                           |
| 6a  | Keyeet balug           | Mt Buninyong                                             |
| 7   | Carringum balug        | Carngham                                                 |
| 8   | Carininje balug        | 'Emu Hill' Station, Linton Creek                         |
| 9   | Corac balug            | 'Commeralghip'-Station und Kuruc-a-ruc Creek             |
| 10  | Corrin corrinjer balug | Carranballac                                             |
| 11  | Gerarlture balug       | Westlich des Lake Modewarre                              |
| 12  | Marpeang balug         | Blackwood, Myrniong und Baccus Marsh                     |
| 13  | Mear balug             | Unbekannt                                                |
| 14  | Moijerre balug         | Mt. Emu Creek                                            |
| 15  | Moner balug            | 'Trawalla' station, Mt. Emu Creek                        |
| 16  | Monmart                | Unbekannt                                                |
| 17  | Neerer balug           | Zwischen Geelong und dem You Yangs (Hovells Ck?)         |
| 18  | Pakeheneek balug       | Mt. Widderin                                             |
| 19  | Peerickelmoon balug    | Nahe Mt. Misery                                          |
| 20  | Tooloora balug         | Mt. Warrenheip, Lal-lal Creek, westlich von Moorabool R. |
| 21  | Woodealloke gundidj    | Wardy Yalloak River, südlich von Kuruc-a-ruc Creek       |
| 22  | Wada wurrung balug     | Barrabool Hills                                          |
| 23  | Wongerrer balug        | Ende des Wardy Yalloak River                             |
| 24  | Worinyaloke balug      | Westseite des Little River                               |
| 25  | Yaawangi               | You Yang Hills                                           |